# داکسبری (حوزه سرشماری)، ماساچوست
داکسبری (به انگلیسی: Duxbury) یک منطقهٔ مسکونی در ایالات متحده آمریکا است که در شهرستان پلیموث، ماساچوست واقع شده‌است. داکسبری ۶٫۸ کیلومتر مربع مساحت و ۱٬۸۰۲ نفر جمعیت دارد و ۵ متر بالاتر از سطح دریا واقع شده‌است.